# Gaussia maya
Gaussia maya е вид растение от семейство Палмови (Arecaceae). Видът е световно застрашен, със статут Уязвим.

## Разпространение
Разпространен е в Белиз, Гватемала и Мексико.